# Моя прекрасна сім'я
«Моя прекрасна сім'я» (тур. Benim Güzel Ailem) — турецький телесеріал 2023 року в жанрі сімейної романтичної комедії та створений компанією Fabrika Yapım. У головних ролях — Ердал Озягджилар, Серай Гьозлер, Онур Булду, Меліс Бабадаг. Перша серія вийшла в ефір 21 червня 2023 року. Серіал має 1 сезон. Завершився 22-м епізодом, який вийшов у ефір 6 грудня 2023 року.
Серіал є адаптацією південнокорейського телесеріалу Знову, 2020 року.

## Сюжет
Сім'я, в якій одружилися троє з чотирьох дітей, готується до весілля своєї останньої дитини. Поки йдуть приготування до весілля, з'являються інші сестри та брат із валізами. Молодша дочка відмовляється виходити заміж. Таким чином, сім'я з чотирма дітьми розпочинає нову пригоду в особняку.

## Актори та персонажі
| Актор                      | Роль               |
| -------------------------- | ------------------ |
| Ердал Озягджилар           | Расім Акіол        |
| Серай Гьозлер              | Джанан Акіол       |
| Онур Булду                 | Ферді Акіол        |
| Меліс Бабадаг              | Ознур Акіол        |
| Серра Пірінч               | Дамла Акіол        |
| Айджан Коптур              | Деніз Акіол Ільхан |
| Бариш Йилдиз               | Каан Ільхан        |
| Ердем Акакдже              | Недім Тітізель     |
| Мельтем Паміртан           | Дерья Тітізель     |
| Нергіс Кумбасар            | Феріал Ільхан      |
| Топрак Джан Адигюзель      | Сіна Оранлі        |
| Ебрар Карабакан            | Тугче Тітізель     |
| Утку Джошкун               | Емре Улучаксіз     |
| Емре Аккус                 | Огуз Ільхан        |
| Мюніре Апайдин             | Фідан              |
| Халіл Ібрагім Калайджиоглу | Махмут             |
| Уфук Озкан                 | Аднан Гезуачик     |

## Сезони
| Сезон | Епізоди | Епізоди | Оригінальний показ | Оригінальний показ | Оригінальний показ |
| Сезон | Епізоди | Епізоди | Перший показ       | Останній показ     | Мережа             |
| ----- | ------- | ------- | ------------------ | ------------------ | ------------------ |
| 1     | 22      | 22      | 21 червня 2023     | 6 грудня 2023      | kanal TRT 1        |

## Рейтинги серій

### Сезон 1 (2023)
| Серія       | Рейтинг (TOTAL) | Рейтинг (AB) | Рейтинг (ABC1) |
| ----------- | --------------- | ------------ | -------------- |
| 1.          | 3,09            | 3,28         | 3,60           |
| 2.          | 3,55            | 2,53         | 4,04           |
| 3.          | 3,10            | 2,88         | 3,43           |
| 4.          | 3,08            | 3,63         | 3,56           |
| 5.          | 2,53            | 2,59         | 2,92           |
| 6.          | 2,60            | 2,58         | 2,58           |
| 7.          | 2,70            | 2,06         | 2,97           |
| 8.          | 2,63            | 2,10         | 3,02           |
| 9.          | 2,63            | 2,36         | 2,89           |
| 10.         | 2,34            | 2,13         | 2,68           |
| 11.         | 1,94            | 2,25         | 2,23           |
| 12.         | 1,82            | 2,08         | 2,16           |
| 13.         | 1,90            | 1,73         | 2,18           |
| 14.         | 1,92            | 1,46         | 2,12           |
| 15.         | 2,04            | 1,60         | 2,08           |
| 16.         | 1,83            | 1,56         | 2,17           |
| 17.         | 1,58            | 1,32         | 1,59           |
| 18.         | 1,72            | 1,54         | 1,83           |
| 19.         | 1,70            | 1,06         | 1,69           |
| 20.         | 1,69            | 1,61         | 1,91           |
| 21.         | 1,38            | 1,27         | 1,56           |
| 22. (фінал) | 1,36            | 0,97         | 1,39           |

## Нагороди
| Рік      | Премія                       | Категорія                   | Номінант            | Результат |
| -------- | ---------------------------- | --------------------------- | ------------------- | --------- |
| 2023 рік | 49. Премія «Золотий метелик» | Найкращий комедійний серіал | Моя прекрасна сім'я | Номінація |